# Christian Borgnaes
Christian Borgnaes (* 19. März 1996) ist ein dänisch-österreichischer Skirennläufer. Er gehörte bis zur Saison 2021/2022 dem B-Kader des Österreichischen Skiverbandes an und hat seine Stärken in den Disziplinen Riesenslalom und Super-G, in denen er 2020 jeweils österreichischer Meister wurde. Seit der Saison 2022/23 startet Borgnaes für Dänemark.

## Biografie
Christian Borgnaes ist der Sohn einer Österreicherin und eines dänischen Skilehrers. Er stammt aus St. Anton am Arlberg und startet für den Ski-Club Arlberg. Nach Abschluss des Schigymnasiums Stams studierte er am Management Center Innsbruck Betriebswirtschaft (Bachelor) und Corporate Governance & Finance (Master). 
Borgnaes bestritt im Alter von 15 Jahren in Radstadt sein erstes FIS-Rennen. Danach ging er vor allem bei FIS- und Jugendrennen im Alpenraum an den Start, ab 2013 bei österreichischen Meisterschaften. Im März 2018 gewann er einen Slalom der Arnold-Lunn-Citizen-Serie in seinem Heimatort St. Anton am Arlberg. Im darauffolgenden Sommer startete er im Australia New Zealand Cup, wo ihm in den Super-G's am Mount Hutt zwei zweite Plätze gelangen. Im Dezember 2018 gab er sein Debüt im Europacup, seine bislang besten Ergebnisse erzielte er 2020 mit jeweils vierten Rängen im Riesenslalom von Berchtesgaden und der Kombination von Zinal. Im selben Jahr dominierte er die aufgrund der COVID-19-Pandemie auf Dezember verschobenen österreichischen Meisterschaften. Er gewann sowohl den Riesenslalom als auch den Super-G und errang in der Kombination die Bronzemedaille.
Am 8. Januar 2021 gab Borgnaes im Riesenslalom am Chuenisbärgli sein Weltcup-Debüt. Einen Tag später gewann er mit Rang 18 im zweiten Riesenslalom am selben Ort seine ersten Weltcup-Punkte. Nachdem Borgnaes für die Saison 2022/23 nicht mehr im Kader des ÖSV berücksichtigt worden war, kündigte er an, in Zukunft für Dänemark zu starten. Sein Renndebüt für Dänemark gab er beim Europacupriesenslalom in Gurgl, die ersten Weltcuppunkte für Dänemark holte er am 12. März 2023 mit Platz 25 im Riesenslalom von Kranjska Gora. Seinen ersten Podestplatz für Dänemark auf internationalem Niveau erreichte er am 5. März 2023 beim Riesenslalom in Burke im Rahmen des Nor-Am Cup 2022/23. Seinen ersten Sieg für Dänemark feierte er am 28. August 2023 beim Riesenslalom am Coronet Peak in Neuseeland im Rahmen des Alpinen Australia New Zealand Cups. Durch einen sechsten Platz beim Rennen am darauffolgenden Tag konnte sich Borgnaes zudem die Disziplinenwertung im Riesenslalom sichern.
Am 21. Dezember 2023 feierte Borgnaes seinen ersten Sieg im Europacup, als er den Riesenslalom im französischen Valloire gewann. Sein bisher bestes Weltcupergebnis erzielte er am 6. Januar 2024 mit Platz 14 im Riesenslalom von Adelboden. Dies ist zugleich das beste Ergebnis eines dänischen Skirennläufers im Weltcup.
Zu Beginn der Saison 2024/25 zog sich Borgnaes beim Riesenslalom von Sölden einen Bruch des Mittelhandknochens zu, woraufhin er mehrere Wochen pausieren musste.

## Erfolge

### Weltmeisterschaft
- Courchevel 2023: 12. Alpine Kombination, 16. Mannschaftswettbewerb, 28. Riesenslalom, 39. Super-G
- Saalbach-Hinterglemm 2025: 34. Riesenslalom

### Weltcup
- 1 Platzierung unter den besten 15

### Weltcupwertungen
| Saison  | Gesamt | Gesamt | Riesenslalom | Riesenslalom |
| Saison  | Platz  | Punkte | Platz        | Punkte       |
| ------- | ------ | ------ | ------------ | ------------ |
| 2020/21 | 125.   | 15     | 43.          | 15           |
| 2022/23 | 152.   | 6      | 54.          | 6            |
| 2023/24 | 106.   | 27     | 38.          | 27           |

### Europacup
- Saison 2020/21: 4. Kombinationswertung
- Saison 2023/24: 8. Riesenslalomwertung
- 2 Podestplätze, davon 1 Sieg

| Datum             | Ort      | Land       | Disziplin    |
| ----------------- | -------- | ---------- | ------------ |
| 21. Dezember 2023 | Valloire | Frankreich | Riesenslalom |

### Australian New Zealand Cup
- Saison 2018: 2. Super-G Wertung, 4. Gesamtwertung, 8. Riesenslalomwertung
- Saison 2023: 1. Riesenslalomwertung
- 3 Podestplätze, davon 2 Siege

| Datum           | Ort          | Land       | Disziplin    |
| --------------- | ------------ | ---------- | ------------ |
| 23. August 2023 | Coronet Peak | Neuseeland | Riesenslalom |
| 18. August 2025 | Mount Hutt   | Neuseeland | Riesenslalom |

### Nor Am Cup
- 2 Platzierungen unter den besten 10, davon ein Podestplatz

### Weitere Erfolge
- 2 österreichische Meistertitel (Super-G und Riesenslalom 2020)
- 4 Siege in FIS-Rennen